# Индекс удобочитаемости
Индекс удобочитаемости — мера определения сложности восприятия текста читателем. Индекс удобочитаемости может вычисляться на основе нескольких параметров: длины предложений, слов, удельного количества наиболее частотных (или редких) слов и т. д.

## Индекс удобочитаемости Флеша
Наиболее популярная мера была создана Рудольфом Флешем, изначально для английского языка. Она оценивает сложность текста по следующей формуле
{\displaystyle FRE=206{,}835-1{,}015{\frac {\text{total words}}{\text{total sentences}}}-84{,}6{\frac {\text{total syllables}}{\text{total words}}},}
или
FRE = 206,835 − 1,015 × ASL − 84,6 × ASW,
где:
ASL — средняя длина предложения в словах (англ. average sentence length),
ASW — средняя длина слова в слогах (англ. average number of syllables per word).
Индекс по шкале FRES (англ. Flesch reading ease scale) распределяется таким образом:
100: Очень легко читается. Средняя длина предложения составляет 12 или менее слов. Нет слов из более чем 2 слогов.
65: простой английский язык. Средняя длина предложения составляет от 15 до 20 слов. В среднем слова имеют 2 слога.
30: Немного трудно читать. Предложения содержат до 25 слов. Обычно, двусложные слова.
0: Очень трудно читать. В среднем предложение имеет 37 слов. Слово имеет в среднем более 2 слогов.
Для английского языка значение 90—100 соответствует лёгкому тексту для младших школьников, 60—70 — тексту, который могут читать выпускники школы, тексты с индексом 0—30 предназначены для людей с высшим образованием.
В связи с тем, что в русском языке средняя длина предложения меньше (за счёт меньшего использования служебных слов, таких как артикли или вспомогательные глаголы), а слова в среднем длиннее, было предпринято несколько попыток разработать специфическую для русского языка версию меры, например, путём подгонки коэффициентов при сравнении индексов, полученных для оригинальных английских текстов и их переводов. Ниже представлен один из вариантов такой адаптации:
FRE = 206,835 − 1,52 × ASL − 65,14 × ASW.
В целом, большинство методов оценки сложности текста на основе индексов удобочитаемости для информационно-аналитических документов на русском языке дают оценки, выходящие как за интерпретируемый диапазон значений, так и за эталонные значения. При этом получаемые результаты характеризуются высокой степенью корреляции, так как разработчики используют одну математическую модель линейной регрессии, а также однообразные параметры текста (средняя длина слова, средняя длина предложения). При этом индексы удобочитаемости не адаптированы к тестам для взрослых. У профессионала не должно возникать затруднений с пониманием многосложных слов. В конечном итоге фактором сложности выступает семантика текста и абстрактность его изложения. Индикаторы на основе индексов удобочитаемости недостаточно хорошо интерпретируются, поскольку не могут напрямую быть использованы для прогнозирования времени обработки текста тем или иным человеком.